# Lost Forever // Lost Together
Lost Forever // Lost Together — шестой студийный альбом британской группы Architects, выпущенный 11 марта 2014 года на лейбле Epitaph Records; в Австралии выпуском альбома занимался лейбл UNFD, а в Канаде — New Damage Records. Аналогично предыдущему альбому группы, Daybreaker, Lost Forever // Lost Together уводит творчество Architects от звука альбома 2011 года The Here and Now и возвращает её к металкору.
Альбом записан на шведской студии Studio Fredman в Гётеборге, продюсерами альбома стали Хенрик Удд и Фредрик Нордстрем. Выбор пал на них из-за восхищения Architects их продюсерской работой с такими группами, как Bring Me the Horizon и At the Gates. В противовес альбому Daybreaker, тексты альбома освещают не политические темы, а отношение Тома Сирла, гитариста группы, к идеям энвайронментализма, к религиозному экстремизму и другим современным проблемам, а также его опыт в борьбе с раком. С музыкальной точки зрения, группа больше уделила внимание построковой составляющей, включив в песни элементы электроники и оркестровки.
Альбом получил положительные отзывы критиков, набрав 79 баллов на Metacritic на основании шести рецензий. Альбом занял высокие позиции в чартах, а также вошёл в список лучших альбомов 2014 года по версии журнала Revolver и одержал победу в номинации «Лучший альбом» премии Kerrang! Awards 2014, проводимой журналом Kerrang!. После выпуска альбома группа отправилась в тур, в ходе которого посетила США, Европу, Австралию и Канаду.

## Создание
Записывая Lost Forever // Lost Together, группа надеялась «раз и навсегда» отдалить себя от альбома 2011 года The Here and Now, который сама считала провальным: если стиль предшествующего ему альбома Hollow Crown описывался критиками как «техничный маткор», то стиль The Here and Now радикально изменился в сторону мелодик-хардкора. Эта перемена стиля вызвала негативную реакцию со стороны фанатов, и её последствия начали ощущаться в самой группе. Вокалист Architects Сэм Картер говорил, что он начинал в одиночку ходить по пабам и много пить, что стало причиной волнений остальных участников группы. Также Сэм отмечал, что живые выступления стали хуже по сравнению с предыдущими: из-за наличия в сет-листе мелодичных песен из альбома The Here and Now выступления стали менее яростными и интенсивными. Несмотря на это, следующий альбом группы Daybreaker, стиль которого стал гораздо ближе к стилю Hollow Crown, также имел успех, а потому группа решила продолжить играть тяжёлую музыку.
В 2012 году, во время тура «Almost World Tour», Том Сирл, гитарист Architects, заметил родинку на ноге, которая его раздражала, и по возвращении из тура, убедившись в её доброкачественности, удалил её. Однако через несколько недель после её удаления с Томом связались врачи, которые сказали, что у него развивается меланома. Это послужило причиной отказа группы от съёмки клипа на песню «Black Blood» с переиздания альбома Daybreaker.
В 2013 году группа покидает лейбл Century Media и решает снять документальный фильм One Hundred Days: The Story Of Architects Almost World Tour (с англ. — «Сто дней: история почти мирового тура Architects»), запустив сбор денег на краудфандинговой платформе Indiegogo. Проект завершился успешно: проект собрал на £10 000 больше указанной изначально суммы в £30 000. Успех в борьбе с раком и выпуском фильма положительно сказался на членах группы и процессе записи нового альбома.
Позже в том же году было объявлено, что группа подписала контракты с Epitaph Records в США и Европе, с UNFD в Австралии и с New Damage Records в Канаде. После разрыва контракта Century Media группа заявила менеджерам, что единственным лейблом, на который согласны подписаться все участники группы, был Epitaph Records. Одной из причин подписания контракта послужило наличие на лейбле таких групп, как Every Time I Die и Converge.

## Написание и запись
Первый этап записи альбома начался во время совместного тура Architects, Callejon и August Burns Red в Европе летом 2013 года. Во время выступления группы в Гётеборге к участникам подошёл шведский продюсер Хенрик Удд и предложил спродюсировать их следующую запись.
Тексты песен, аналогично текстам с альбома Daybreaker, писали Сэм Картер и Том Сирл, однако они старались избегать политических тем, чтобы запись не звучала как «сломанная». Вместо этого они сфокусировались на более общих темах, которые слушателям будет проще понять. Сэм позволил Тому взять контроль над написанием текстов, так как сам чувствовал творческую ограниченность при их создании, в то же время признавая творческие способности Сирла. Перед началом записи группа уделила большое внимание вокалу Картера, надеясь наилучшим образом подготовиться перед студийной записью. Для этого участники поместили микрофон в дом братьев Сирлов и записали на нём все песни. Перед тем, как начать полноценную студийную запись, группа успела подготовить весь материал для песен. Дэн Сирл, ударник Architects, комментируя подготовку группы к записи, сказал, что «более подготовленной группа никогда не была».
Продюсерами альбома стали Хенрик Удд и Фредрик Нордстрем. Выбор пал на них из-за восхищения Architects над их продюсерской работой с такими группами, как Bring Me the Horizon, In Flames и At the Gates. Альбом был записан на Studio Fredman, которая располагается на окраине Гётеборга. Том Сирл сначала плохо отзывался о местоположении студии, так как она была отдалена от центра города. Несмотря на это, расположении студии позволяло работать группе до поздней ночи фактически без проблем. Главным продюсером стал Хенрик Удд, который также являлся звукоинженером и занимался сведением.
Группа начала записывать альбом с ударных, позже начиная добавлять к ним гитарные и вокальные партии. Во время записи группа решила добавить партии реальных классических струнных инструментов, а не их аналог, сыгранный на синтезаторе, для более аутентичного звучания. Для этого они связались с продюсером и аранжировщиком Рэнди Слоа из США, который создал несколько партий со своим коллективом из восьми человек и отправил их группе.
Под конец работы над альбомом Сэм Картер заявил, что Lost Forever // Lost Together была самой сложной записью в истории группы. Хенрик Удд иногда удивлялся, насколько группа ответственно подходила к работе. Однако Сэм утверждает, что подобных приятных ощущений при записи альбома он не имел с записи Hollow Crown. Мастеринг и сведение альбома окончательно завершились к январю 2014 года.

## Композиция
Во многих интервью, в которых задавались вопросы относительно следующей записи Architects, группа отвечала, что считает свой новый альбом самым тяжелым среди их дискографии. В 2012 году, во время тура в поддержку альбома Daybreaker, группа утверждала, что планирует и дальше играть тяжелую музыку. Так, альбом стал включать более тяжёлые элементы, такие, как бласт-биты. Сэм Картер, отвечая на вопрос о звучании альбома, заметил, что «он содержит некоторые „апокалиптические“ моменты, но в целом он звучит более „интеллигентно“», однако обратил внимание на разнообразие альбома, а также содержание элементов, которые «звучат круто и захватывающее». Хотя стиль альбома был определён как металкор, он «содержит некоторые моменты, граничащие с лёгкостью и сказочностью», которые приближают его к мелодик-хардкору. Брэдли Зордрагер из Exclaim! также отмечает, что звук альбома близок к предыдущему техничному звучанию группы, а также сравнил Architects с Northlane, Thrice и Bring Me the Horizon из-за включенных в альбом элементов построка.

## Участники записи

### Architects
- Сэм Картер — вокал
- Том Сирл — гитары, клавишные
- Алекс Дин — бас-гитара
- Дэн Сирл — ударные, программирование

## Приём
| Совокупная оценка     | Совокупная оценка |
| Источник              | Оценка            |
| --------------------- | ----------------- |
| Metacritic            | 79/100            |
| Оценки критиков       |                   |
| Источник              | Оценка            |
| Русскоязычные издания |                   |
| rockcult.ru           | 6/10              |
| Иноязычные издания    |                   |
| Allmusic              | [ 3 ]             |
| Big Cheese            | 9/10              |
| Exclaim!              | 8/10              |
| Gigwise               | [ 6 ]             |
| The Guardian          | [ 7 ]             |
| Kerrang!              | [ 8 ]             |
| Metal Hammer          | 8/10              |

## Чарты
| Чарт (2014)                                   | Высшая позиция |
| --------------------------------------------- | -------------- |
| Австралия (ARIA)                              | 13             |
| Австрия (Ö3 Austria)                          | 30             |
| Бельгия/Фландрия (Ultratop)                   | 111            |
| Бельгия/Валлония (Ultratop)                   | 161            |
| Германия (Offizielle Top 100)                 | 36             |
| Великобритания (UK Albums Chart)              | 16             |
| Великобритания (UK Independent Albums Chart)  | 4              |
| Великобритания (UK Rock & Metal Albums Chart) | 1              |
| Billboard 200                                 | 125            |
| Independent Albums (Billboard)                | 21             |
| Top Hard Rock Albums (Billboard)              | 6              |
| Top Heatseekers Albums (Billboard)            | 2              |
| Top Rock Albums (Billboard)                   | 34             |

### Комментарии
1. ↑  «Almost World Tour» (с англ. — «Почти мировой тур») — название тура группы, по которому был снят фильм.